# Alienació
L'alienació és un fenomen no innat en les persones, de disposició psicològic-mental. És una forma d'adaptació, acceptació i separació de l'individu amb la seua realitat. Originàriament s'empra el mot en l'àmbit jurídic amb significat de transferència d'una propietat. Generalment, però, hom entén la noció d'alienació a partir de la filosofia o sociologia. En filosofia envia cap a una despossessió de l'individu, és a dir, de pèrdua del control d'un mateix, de les seues pròpies forces, a favor d'un altri (un parent, individu, grup social o societat). Sovint es concep doncs com a poca autenticitat de l'existència viscuda per part de qui és alienat.
Tot amb tot es fa evident que la paraula és polisèmica malgrat fer-se servir tot sovint amb un sentit més generalitzador i agafat del seu significat en filosofia o sociologia. En efecte, és freqüent trobar el terme amb significat sociològic, el qual hi atorga la definició de procés viscut sota el capitalisme amb què diversos individus deixen de ser conscients i mestres del seu treball, de llurs cosmovisions, per a adoptar les formes ideològiques generades per la infraestructura. Quan és així, servix ben sovint per a denunciar la situació d'alienació, vulga ser al treball, a l'escola, vulga ser per la religió, el consum, etc.
Designa d'aquesta manera un estat de privació de les pròpies facultats o dels propis drets, una despossessió de llurs capacitats o un constrenyiment imposat que impedix el desenvolupament del seu propi potencial, de tal forma que hom es torna aliè o estranger a ell o ella mateixa, tot deixant de pensar sobre llur persona i és sotmesa a una superestructura sense ser-ne gaire conscient.
El concepte utilitzat en sociologia o filosofia ha permès fer una crítica global a les formes d'organització social o productives. Això reenvia cap a la noció de domini o explotació.
L'alienació social ha tingut un èxit notable als anys 1960 i 1970. Tot seguit s'estanca i gairebé desapareix, segons alguns autors, per manca de precisió a l'hora de donar-ne una definició.

## Mot polisèmic
La paraula alienació és polisèmica, és a dir, reenvia a diversos significats. Procedix del llatí (alienus) que en aquesta llengua vol dir foraster o estranger.
S'empra efectivament en diverses disciplines:
- psicologia: és una situació mental on la persona o individu perd la raó, esdevé aliena al món i a ella mateixa
- dret: cessió d'una propietat a un altri mitjançant la venda o la donació
- sociologia: és una situació mental on l'individu perd consciència sobre el seu treball i es robotitza

El terme va ser emprat en un àmbit lexical proper a la sociologia durant la Revolució Francesa. J.-J. Rousseau l'empra per a designar l'acte mitjançant el qual cada individu cedix un conjunt de drets naturals per a fundar la sobirania política. Hegel, dins l'àmbit la filosofia, també l'utilitza per a parlar d'un procés amb què l"esperit" [trd.] esdevé aliè a ell mateix.
El significat més utilitzat socialment és el sociològic i que tradueix al català del concepte entäusserung de Karl Marx.

### Recorregut històric del mot
A l'edat mitjana Sant Tomàs d'Aquino fa de l'alienació un efecte o símptoma de malaltia produïda pel dimoni, segons Martín F. Echavarría. Advertix que Tomàs d'Aquino no ho regla tot al dimoni, és a dir, no fa de totes les malalties un producte del dimoni, però sí que atorga a comportaments l'anomalia mental, tot estigmatitzant les malalties mentals i, de fet, fent de fenòmens com l'alienació el fruït d'un geni malèvol.
Si més no a Europa, aquest concepte d'alienació perdura fins a arribar la Il·lustració que es desfà de tot el misticisme i mira de desdir-se de supersticions per a aportar una mirada objectiva sobre la realitat. L'arrel cristiana del pensament persistix, però a cap moment hi ha una justificació argumentada de malalties suposades o orientades a estigmatitzar ningú.
És en sociologia, psicologia i filosofia que el terme va prenent tot al llarg del segle xix un sentit del tot diferent a aquell fins llavors produït.
L'alienació és metafòrica i producte d'un sistema de producció per a la sociologia, és un fet extern, aliè o que deixa una persona sense el control d'ella mateixa per a la psicologia, així com és una cessió de propietat en dret i economia.

## L'alienació en psicologia
En psicologia l'alienació és un procés mitjançant el qual un individu és alliçonat o autoalliçona el seu subconscient a causa d'un procés morbós no intencionat que arriba a fer creure o fixar determinades associacions mentals, generalment amb un propòsit específic.
Alguns alienats parlen com a "professors" sobre la seua àrea d'interès i poden tenir èxit en les ciències i l'art. L'alienació augmenta i varia en severitat. Els casos més severs es caracteritzen per una completa absència de relacions socials per a tota la vida, comportament extremadament repetitiu, no usual, acte nociu i agressiu.

### Alienació endògena
L'alienació endògena és un trastorn del desenvolupament del cervell que deteriora la seua comunicació i interacció social, tot causant un comportament freqüent, restringit i repetitiu. Pot classificar-se de diverses formes, com a trastorn en el desenvolupament neurològic o trastorn en l'aparell psíquic. Algunes de les seues característiques són: 
el comportament acte-estimulatori, "estranys" moviments, interessos intensos i inusuals, repetibilitat de rutines, inclinació a certs objectes, anul·lació de la personalitat individual, confusió del raciocini, excitació psicomotora, incoherència del pensament, perplexitat, símptomes al·lucinatoris oniròids, bogeria...
L'alienació quan és amb un propòsit específic, pot dur-se a terme a través de mètodes d'auto-hipnosi o auto-afirmacions constants i repetitives, i pot ser vist com una forma de rentada de cervell auto-induïda. L'èxit està típicament correlacionat amb la persistència del seu ús i la seua durada temporal. L'autosuggestió també es pot considerar com una espècie de res, autoexhortació, meditació, paraules d'ànim que l'individu es dona a si mateix, o altres activitats anàlogues.

L'autosuggestió es duu a terme generalment bombardejant-se tot sol la ment amb pensaments repetitius, positius o negatius, fins que romanen en el subconscient. Com procediments típics que influencien la pròpia ment a través de l'autosuggestió repetitiva, tenim: 
visualitzar les manifestacions d'una creença, afirmar-la en veu alta o amb la "veu interna".

## L'alienació en filosofia

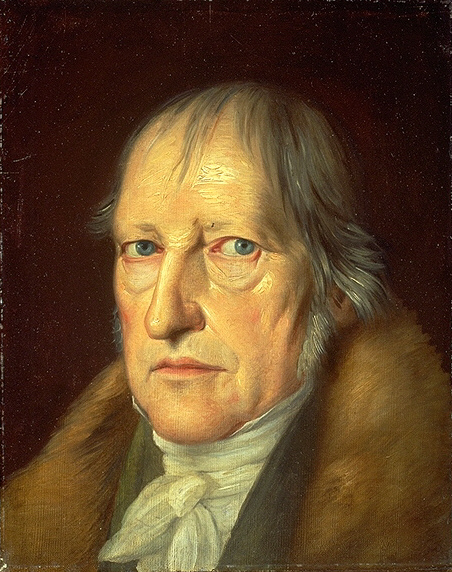
Retrat de Hegel (Schlesinger, 1831)

En filosofia, l'alienació es caracteritza per la transformació de fenòmens i relacions, de qualsevol mena, en una cosa diferent a com hauria de ser realment l'alteració i deformació de la consciència de l'individu, de les seues autèntiques relacions de vida.
Les fonts de la idea d'alienació poden trobar-se de manera simbòlica en els representants romàntics de la Il·lustració francesa (Rousseau) i alemanya (Goethe, Schiller). Aquestes idees van fer eco en la filosofia clàssica alemanya malgrat posar-hi l'accent sobre altres qüestions. Fou Hegel qui la va utilitzar per primera vegada com negació, en relació amb allò real.

### Segons Hegel
El fenomen de l'alienació emergix en el procés dialèctic i permetria, segons Hegel, el desenvolupament de l'esperit. Aquest procés és constituït per la cultura (die Bildung). L'"esperit alineat o estranger d'ell mateix" [trad.] (S. B, C. 6, Fenomenologia de l'esperit), està íntimament lligat als processos de cultura, entesos com el procés de formació i elevació d'un mateix. Per tal de prendre consciència d'un mateix com a subjecte essencialment lliure, l'esperit és portat a negar tot allò que hi ha de particular, de natural i de contingent sobre un mateix. Una tal negació de l'ésser propi aixeca algunes dificultats d'enteniment, car si permet a l'esperit d'obrir-se a la universalitat i, per ací, determinar l'essència pròpia, el seu jo veritable, una tal negació conduïx igualment, alhora, a no poder-se reconèixer o sentir-se com a casa dins l'efectivitat.
Hegel diu doncs que existix alienació quan no hi ha identitat de l'ésser i jo. És a dir, quan l'esperit es troba, d'alguna manera, bloquejat entre mons dispersos que són, d'una banda, el món pur de la consciència mateixa d'un, i de l'altra, el món de l'efectivitat. Per tal de superar un estat de negativitat, l'esperit ha de procedir a la negació de la negació, això voldria dir, la negació de la no-identitat de l'ésser i el jo.

### Segons Foucault
Foucault recalca que el segle xviii emet la idea de poder fer desaparèixer les més altes facultats de l'home mentre que el segle xix fa sorgir el concepte de malaltia mental. És a dir, amb això Foucault recorda que caldria no confondre l'alienació mental amb l'alienació social, ni, de fet, es podria identificar el conflicte psicològic amb les contradiccions històriques de la materialitat. Per a Foucault, l'alienació social és la condició de l'alienació mental, condició mateixa de la malaltia mental. Dit altrament, l'alienació mental és la conseqüència mítica de l'alienació social. Voler deslligar l'ésser alienat de les seues pròpies condicions que en possibiliten l'existència, seria mantenir-lo com a alienat a la seua existència.

## L'alienació en sociologia
Per a la sociologia l'alienació és una categoria de persona que tendeix a contaminar-se i abraçar tota la societat. És al filòsof i sociòleg Karl Marx, deutor de la filosofia hegeliana, a qui es deu l'aplicació del terme a la sociologia. Per a Marx, l'alienació és una malaltia social, en sentit figurat, resultant de viure sota unes relacions de producció coercitives. Marx considera que la història de la humanitat s'ha regit pel material i amb relació a aquest, s'han format unes relacions socials. Així, existix una infraestructura que correspon a les forces de producció i a les relacions de producció. Segons com siguen les primeres, apareixen unes relacions productives concertes i, justament, la història de la humanitat s'ha construït en una dinàmica del dominant/dominat. Les relacions productives sota el capitalisme són opressores per a la majoria de la població, que és el proletariat. Aquest patix degut a un procés d'alienació, que l'ha convertit en una sort de robot que complix fil per randa les directives de la superestructura, és a dir, la ideologia imperant, transposada en institucions, consum, etc.
La sociologia concep doncs l'alienació com un procés pel qual la població es torna aliena a ella mateixa i, s'empobrix materialment i intel·lectualment. És a dir, l'alienació és el procés pel qual el capital aconseguix robotitzar de certa forma el proletariat, que és majoritari, i, per tant, fer-lo partícip d'una superestructura que reunix tot allò que fa funcionar el règim econòmic, és a dir, la seua creació cultural, les seues institucions, etc. Marx fa designar alienació a les distorsions que causa l'estructura de la societat capitalista a la naturalesa humana i per això mateix podem parlar de robotització.
El sociòleg va centrar el seu anàlisi en les estructures del capitalisme que causaven tal alienació i va aconseguir enumerar tres processos d'alienació:
- objectivació; l'home produïx una realitat externa a ell mateix
- despossessió; adquisició d'una existència autònoma amb què es torna aliè a ell mateix
- servatge; el creador es torna el seu mateix creador

Hui, però, la sociologia diferencia quatre àmbits mitjançant els quals l'individu o una col·lectivitat transformen la seua consciència fins a fer-la contradictòria amb allò que s'esperava de la seua condició:
- Religiosa: resignació i justificació a la consagració d'un dogma que frustra el desenvolupament de la individualització de la consciència humana.
- Política: la pertinença a l'Estat, o el consentiment de l'espoli i l'opressió per part d'un govern.
- Econòmica: allò que és produït per l'home domina a l'home.
- Consumista: compra dels dictàmens de la publicitat, sense avaluació racional de la utilitat del producte, identificant la felicitat amb el mer consum.

### Àmbit religiós i polític
A nivell religiós, segons ha pogut desprendre-ho Feuerbach, el procés pel qual la població s'aliena és el servatge. És a dir, l'home, creador de Déu, es torna el seu propi creador. Demostra als seus escrits que Déu no existix i és una simple creació mental de l'home. Déu és una projecció del conjunt de qualitats de l'espècie humana, posades per escrit, de manera que la submissió a aquest Déu és la submissió a un poder absolut fabricat per ell mateix. Se'n torna una criatura quan resulta que n'és el creador.
L'alienació ací actua com a servitud a una idea absolutista (la religió) que anul·la l'ésser. Karl Marx va reprendre els escrits de Feuerbach i explica que aquest fenomen no prové de la psicologia, tal com pensava Feuerbach, més aviat de la societat. Segons Marx, el capital torna la població infeliç mitjançant aquest procés d'alienació social, de manera que sense aspiracions i satisfacció, hom tendix a experimentar materialitzacions idealitzadores de la realitat, com ara la creença en l'existència mística d'un Déu.
L'estat, com a materialització política, és segons Marx, un agent més d'alienació que funciona com la religió. En tant que legitimat per a exercir poder sobre la societat mitjançant la coerció, l'estat introduïx un clivatge en el tarannà de tot ciutadà. Tant que l'ésser humà s'aliena a uns interessos econòmics, que són els de l'estat, més concretament de la burgesia que deté la capacitat d'accés a aquesta institució. L'estat fabrica d'aquesta forma la realitat i es torna mitjançant aquest poder un misticisme més, car l'estat no pot fer altra cosa més que servir els interessos econòmics de la classe dominant, rebla Marx.

### Àmbit laboral
A nivell laboral Karl Marx ha estat qui ha produït el nombre més important de literatura científica. El filòsof en fa l'eix central del seu argumentari.

A Manuscrits de 1844 observa i analitza el funcionament de les relacions productives i n'extreu que l'obrer ven la seua força de treball al capital i és ací on rau el procés d'alienació. El proletariat, això diu Marx, es veu forçat a "vendre's" [trad.] a la força al capital, el qual el deshumanitza, li treu la consciència del seu potencial productiu i el fa entrar en una anul·lació de si mateix a favor d'una ideologia imperant. 
"Una conseqüència immediata de tornar l'home estranger al seu producte de treball [...]: l'home esdevé el seu propi foraster." Karl Marx 
El sociòleg fa evident quatre dimensions d'aquest fenomen:
- Els productes que l'obrer fabrica contribuïxen a alienar-lo en tant que són l'eina amb què l'obrer haurà de satisfer unes necessitats, però no s'acaba satisfent i l'objecte produït fa sobretot funció d'alienar-lo a la superestructura
- La venda de la força de treball al capital el torna un desconegut del coneixement perquè la divisió del treball combinada a la dinàmica de les màquines en sèrie desposseïx l'home de la seua capacitat creadora i amb això esdevé un autòmat
- L'home fa del treball una cosa inherent a la seua natura, perquè necessita realitzar-se, però el capital no el realitza, no en potencia la seua consciència creadora, més aviat el torna un autòmat al servei d'un règim econòmic
- En agregació cada obrer constitueix conjuntament una societat alienada

### Fetitxisme mercantil
Marx posa un accent particular en el producte. El capitalisme fa de tota mercaderia un fetitxe. És a dir, tota la realitat que envolta l'individu esdevé d'alguna forma un producte a mitificar-se perquè amb aquest misticisme aplicat al producte s'aconsegueix vendre i, per tant, fer diners. Així el producte que tot obrer produïx és un fetitxe.

### El concepte d'alienació a la sociologia hui
Atès les lectures deterministes proporcionades pel marxisme, sociòlegs contemporanis, de qualsevol sexe, han mirat de reprendre els treballs de Karl Marx i destriar allò ideològic d'allò empíric i, per tant, informació científica.

#### Treballs neomarxistes
Herbert Marcuse reprèn els treballs de Karl Marx i matisa que foren el fruït d'una realitat d'època que anys després és matisable. L'arribada de l'estat del benestar i el desenvolupament tecnològic han contribuït a fer la rutinització d'oficis com la fabricació d'un automòbil amb una cadena seriada menys pesant.
Aquest desenvolupament tecnològic ha reformulat, això no obstant, l'alienació, que continua sent vàlida. Això vol dir que malgrat l'atenuació de l'automatisme, l'alienació s'ha traslladat de la màquina a la psicologia perquè a manca de tenir ja treballs robotitzants, l'alienació opera en altres àmbits.
Això significa que el capitalisme és un sistema econòmic que produïx alienació objectivament parlant, però que per la seua pròpia dinàmica, que és la cerca d'un progrés constant, ha procurat les condicions per a alleugerir l'alienació. No contrastant tot això, la deshumanització retorna sempre en altres àmbits perquè al capdavall el capitalisme és cíclic.

#### Treballs empírics
L'alienació és un fet, però cal matisar-ho. Efectivament el sistema econòmic dit capitalista proporciona unes condicions que alienen la societat, però atorgar-ho tot al capital és esbiaixat perquè la societat mateixa ha mostrat tot al llarg de la història que pensa, té consciència del seu entorn i no tot es resumix a una simple robotització.
Per tot això diversos sociòlegs miraren deslligar-se del marxisme i provaren de trobar allò que objectivament aliena la societat, més que justificar mitjançant un raonament cartesià l'existència d'un ens malèvol que caldria combatre perquè deshumanitza tothom.
És pot remarcar en aquest àmbit a Melvin Seeman que distingix:
- la impotència, que és el sentiment de no poder controlar el resultat de la seua activitat
- el no sentit, lligat a l'absència de significat i coherència
- l'anomia, que és l'absència de normes identificables i inadaptació a uns objectius ben valorats pel sistema
- aliè o estranyament; no reconèixer-se a un mateix

Cadascun d'aquests ítems són els que produïxen objectivament una alienació, però aquesta no depèn del capital, sinó de l'ofici. Això ho diu Robert Blauner. Existixen treballs que requerixen certa automatització i això torna els seus empleats uns autòmats. Blauner identifica les fàbriques de tèxtil o automòbil, però, en canvi, n'hi ha d'altres que són plenament desenvolupadors de creativitat i creació. De manera que efectivament el capital procura ocupacions alienadores, però no totes ho són, ni tothom ha de formar-hi part si no vol.

## L'alienació vista des de la cultura
L'alienació com a concepte ix ben sovint representada en literatura. Se'n fa un aïllament psicològic de l'individu amb relació a la societat. Hamlet de Shakespeare ha estat descrit com a "retrat d'alt nivell literari" [trd.] de l'alienació mentre que alguns autors atorguen aquest nivell a l'Ilíada. Bartleby, l'escrivent també s'ha interpretat com a exemple perfecte de les diverses maneres d'alienar-se.
Es pot fins i tot donar un llistat d'obres que s'hi referixen:
- The Bell Jar
- Black Boy
- Un món feliç
- The Catcher in the Rye
- The Chosen
- Dublinesos
- Otel·lo
- Fahrenheit 451
- Invisible Man
- Mrs Dalloway
- Notes from Underground
- One Flew Over the Cuckoo's Nest
- Tot esperant Godot
- The Waste Land
- Young Goodman Brown

En sociologia també s'han analitzat pel·lícules amb l'alienació com a objecte d'estudi. Harry Dahms ha procurat treballs en l'àmbit gràcies a la trilogia de Màtrix. Es retroba l'alienació com a anàlisi o fins i tot com a eina de contestació en el rock progressiu i bandes com ara Pink Foyd. En destaca especialment l'àlbum The Wall (1979).

## Biografia
- Karl Marx. Manuscrit economicofilosòfics. Barcelona: Edicions 62, 1991